# Tiến Lợi
Tiến Lợi là một xã thuộc thành phố Phan Thiết, tỉnh Bình Thuận, Việt Nam.
Xã Tiến Lợi có diện tích 6,1 km², dân số năm 2009 là 10.008 người, mật độ dân số đạt 1.640 người/km².